# 嫩江镇
嫩江镇，是中华人民共和国黑龙江省黑河市嫩江市下辖的一个乡镇级行政单位。
清朝康熙年间，在此地建墨尔根城。

## 行政区划
嫩江镇下辖以下地区：
邮政社区、旭光社区、东风社区、军民社区、繁华社区、嫩水社区、警民社区、回民社区、四季鲜社区、墨尔根社区、四季青社区、立新社区、新合村、团结村、长江村、四家子村和巨祥村。